# أعطني! أعطني! أعطني! رجلا بعد منتصف الليل

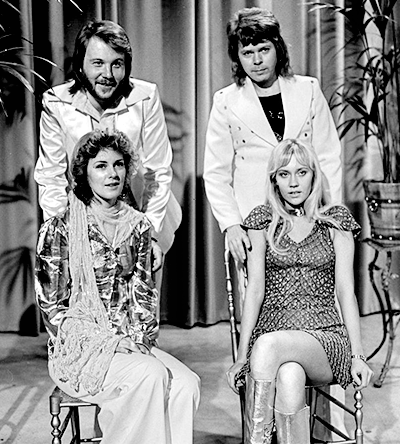

أعطني! أعطني! أعطني! رجلاً بعد منتصف الليل (بالإنجليزية: Gimme! Gimme! Gimme! (A Man After Midnight))‏ هي أغنية بوب أوروبية للفرقة السويدية ABBA.
أطلقت الأغنية سنة 1979، وظهرت في ألبوم أفضل الأعمال -  الجزء الثاني؛ وكذلك في أفضل ألبوم للآبا من حيث المبيعات وهو أفضل الأعمال الذهبية.